# Adidas Runtastic
A adidas Runtastic, anteriormente Runtastic GmbH, é uma empresa digital de saúde e fitness que combina fitness tradicional com aplicativos móveis, redes sociais e elementos de gamificação como uma reação lógica ao movimento Quantified Self.  adidas Runtastic desenvolve aplicativos e serviços de rastreamento de atividades, como registros de treino, análise detalhada de dados, comparações com outros usuários e muitas outras funções para ajudar os usuários a melhorar sua forma e condicionamento físico geral.
Em 5 de agosto de 2015, a adidas comprou a Runtastic por € 220 milhões ($ 240 milhões).  
Em 25 de setembro de 2019, os canais Runtastic foram renomeados para adidas Runtastic. 

## História
A ideia inicial nasceu durante um projeto na Universidade de Ciências Aplicadas da Alta Áustria para rastrear regatas de veleiros. Como o grupo-alvo era muito pequeno, os fundadores decidiram se concentrar em esportes mais populares, como correr, andar de bicicleta ou caminhar. Posteriormente, Florian Gschwandtner, Christian Kaar, René Giretzlehner e Alfred Luger fundaram a empresa, Runtastic, em outubro de 2009 em Pasching, Alta Áustria.
Em agosto de 2015, foi anunciado que a adidas havia adquirido a Runtastic por € 220 milhões ($ 240 milhões), incluindo a participação de 50,1% que Axel Springer comprou na empresa em 2013, tornando a Runtastic propriedade inteiramente da adidas. 
No início de 2019, a Runtastic abandonou sua estratégia de vários aplicativos e se concentrou no desenvolvimento de seus dois aplicativos mais importantes. Estes foram rebatizados em setembro do mesmo ano. O aplicativo “Runtastic” se tornou “adidas Running” e o aplicativo “Results” se tornou “adidas Training”. 
A empresa fornece soluções de rastreamento otimizadas para coletar, gerenciar e analisar dados de corrida e treinamento, bem como conteúdo selecionado.

### Apps
A adidas Runtastic oferece dois aplicativos que monitoram atividades de condicionamento físico tanto dentro de lugares quanto ao ar livre: adidas Running e adidas Training. A empresa agora oferece seus aplicativos em 10 idiomas para cobrir uma grande parte do mercado global. Embora os aplicativos adidas Running e adidas Trainings sejam gratuitos, os usuários podem pagar uma assinatura Premium e desbloquear recursos, incluindo planos de treino, estatísticas avançadas, metas de treino e muito mais.

## Recepção
A ampla aceitação de dispositivos móveis multifuncionais geralmente ajudou nas análises de produtos que fazem bom uso de todas as funcionalidades extras (por exemplo, rastreamento por GPS, gravação e reprodução de áudio e vídeo, sincronização na web, compartilhamento social). Isso pode ser visto em análises de produtos da empresa, por exemplo em The Verge,  TechCrunch,  VentureBeat,  ou The Next Web. 